# Catedral de Cadis
La Catedral de Cadis o Catedral de Santa Cruz de Cadis és la seu episcopal de la diòcesi de Cadis i Ceuta, a Andalusia (Espanya). Es va començar a construir el 1722 i les obres van acabar el 28 de novembre de 1838.
També rep el nom de la "Santa Cruz sobre el Mar" o la "Santa Cruz sobre las Aguas" encara que els gaditans lparlen de la «Catedral Nova» en contraposició a la «Catedral Vella» edificada el segle xvi sobre l'antiga catedral gòtica que va fer construir Alfons X el Savi.
És a la Plaça de la Catedral i és visible des de gairebé qualsevol punt de la ciutat. Té horari de visites tant per a l'interior del recinte com per poder accedir a la Torre del Ponent. El bitllet d'entrada a la catedral serveix per accedir al Museu Catedralici, a la Plaça de Fray Félix, al costat de la Catedral Vella.

## Història
És un edifici religiós de grans proporcions que es va començar a construir segons el projecte de l'arquitecte Vicente Acero el 1722. Acero va abandonar el projecte el 1739 i es va fer càrrec de les obres Gaspar Cayón, i el 1757 les prosseguí el seu nebot Torcuato Cayón. Torcuato morí el 1783, i el va succeir Miguel Olivares. A partir del 1790, el responsable va ser Manuel Machuca i, finalment, Juan Daura va dirigir la fase final de les obres des de 1832 fins a l'acabament.
En els 116 anys que va tardar la construcció, es veu el canvi d'estil i els gusts dels diferents arquitectes, la qual cosa explica la mescla d'estils, que són bàsicament el barroc, el rococó i el neoclàssic.
Es van emprar materials molt variats a causa de diverses crisis econòmiques que van patir i que va haver de fer front la ciutat; així es pot observar la presència de marbre genovès per als diferents altars i portes, pedra calcària i pedra ostionera –una mena de pedra molt porosa que conté restes de petxines, molt utilitzada a la zona de Cadis– per als murs exteriors.
El bisbe Fray Domingo de Silos la va beneir el 1838. A causa del retard de les obres, moltes parts del temple van quedar exposats als rigors del temps. Això i la situació mateixa de l'edifici al costat del mar ha provocat una malaltia a la pedra que fa que aquesta s'erosioni a poc a poc; és per això que les voltes del temple estan cobertes per xarxes que eviten que les runes caiguin a terra.

## Característiques

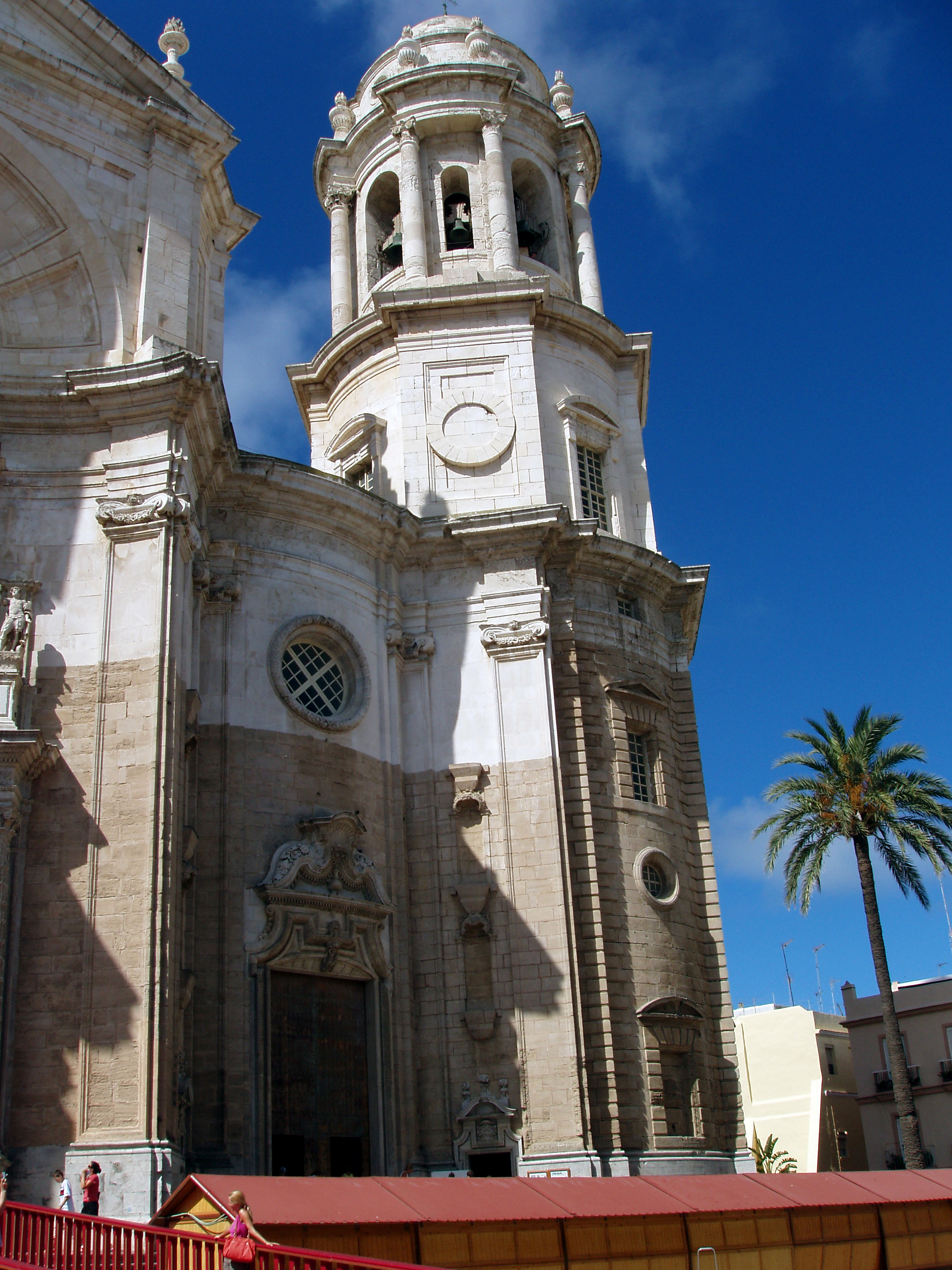
Torre de ponent

La portada és una conjunció de formes còncaves i convexes, característic de l'estil barroc. Les torres que s'aixequen a ambdós costats de la portada culminen en forma d'observatori astronòmic; és un fet excepcional que la Catedral de Cadis tingui campanars tan alts, ja que els Borbons van prohibir estructures altes, perquè serien un blanc fàcil per a l'enemic.
Té planta de creu llatina i tres naus, i l'espai és delimitat per conjunts de columnes. L'altar major consisteix en un templet d'estil neoclàssic dedicat a la Immaculada Concepció. En tot el perímetre del temple s'observen capelles, que en el moment de la construcció eren dedicades a allotjar els tallers necessaris per a l'obra del temple; estan dedicades a la figura de l'Ecce Homo, obra de "La Roldana" o als patrons de la ciutat; San Servando i San Germán, entre d'altres. Una d'aquestes capelles allotja la monumental Custòdia de plata, obra d'Enrique de Arfe, que conté la Sagrada Forma en la festivitat de Corpus Christi. Es pot destacar les dues figures en marbre de sant Pere i sant Pau al costat de l'entrada de les dues portes menors de la catedral. Sobre la porta principal hi ha sengles estàtues dels sants patrons de la ciutat de Cadis, els sants Servand i Germà.
Té unes quantes cúpules, amb dues de particulars: la cúpula major composta per un tambor i la mateixa cúpula s'assenta sobre petxines i a l'exterior està coberta de rajoles daurades que durant el dia reflecteixen els raigs del Sol. Contigua a aquesta n'hi ha una altra més petitat, damunt de l'altar major. Una altra cúpula petita cobreix la sala dedicada a guardar les relíquies i altres objectes religiosos.
Sota l'altar major hi ha una cripta, sota el nivell del mar, on són enterrats personatges il·lustres gaditans com Manuel de Falla i José María Pemán. Un element interessant de la catedral és el cor; és al centre, davant de l'altar major. Verdaderes obres d'art són el cadiratge del cor i els dos orgues. La Catedral de Cadis té un extens arxiu musical de l'antiga Capella Musical, amb obres de compositors com Padilla, García Fajer o Prim. Un erúdit estudien i cataloguen aquestes obres que, en la majoria dels casos, només es van tocar el dia de l'estrena per als oficis i veuen com els poden treure de l'oblit.